# Мойто
Мойто (фр. Moïto) — город и супрефектура в Чаде, расположенный на территории региона Хаджер-Ламис. Входит в состав департамента Дабаба.

## Географическое положение
Город находится в западной части Чада, к востоку от озера Чад, на высоте 508 метров над уровнем моря.
Населённый пункт расположен на расстоянии приблизительно 162 километров к востоку-северо-востоку (ENE) от столицы страны Нджамены.

## Население
По данным официальной переписи 2009 года численность населения Мойто составляла 82 324 человека (40 316 мужчин и 42 008 женщин). Население супрефектуры по возрастному диапазону распределилось следующим образом: 53,6 % — жители младше 15 лет, 41 % — между 15 и 59 годами и 5,4 % — в возрасте 60 лет и старше.

## Транспорт
Ближайший аэропорт расположен в городе Бокоро.